# Eureka Spurs
Die Eureka Spurs sind mehrere Felssporne im ostantarktischen Viktorialand. Sie ragen 13 km südwestlich des Mount McCarthy an der Ostseite des Kopfendes des Mariner-Gletschers auf.
Teilnehmer einer von 1971 bis 1972 durchgeführten Kampagne im Rahmen der neuseeländischen Victoria University’s Antarctic Expeditions zum Evans-Firnfeld benannten sie in Anlehnung an den Archimedes’ beigemessenen Ausspruch „Heureka“ (deutsch: „Ich habe [es] gefunden“). Auslöser dafür war der Fund von Fossilien in diesem Gebiet.